# Ramon Zenhäusern
Ramon Zenhäusern (* 4. Mai 1992 in Bürchen) ist ein Schweizer Skirennfahrer. Er ist auf die Disziplin Slalom spezialisiert. Zu seinen grössten Erfolgen gehören die olympische Goldmedaille 2018 im Mannschaftswettbewerb und der Weltmeistertitel 2019 in derselben Disziplin. Hinzu kommen im Slalom eine olympische Silbermedaille 2018 und eine Goldmedaille bei der Universiade 2015. Im Weltcup entschied er bisher sechs Rennen für sich.

## Biografie
Zenhäusern stammt aus Bürchen im Kanton Wallis und hat eine jüngere Schwester. In seiner Jugend war er auch Tennisspieler, bevor er sich mit der Unterstützung von Nachwuchstrainer Didier Plaschy auf den Skisport konzentrierte. Das Mitglied des Schweizerischen Akademischen Skiclubs besuchte das Kollegium Brig und absolvierte an der FernUni Schweiz ein Studium in Wirtschaftswissenschaft, das er 2019 abschloss. Das Thema seiner Bachelor-Arbeit lautete «Einfluss der IOC-Agenda auf die Vergabe von Olympischen Winterspielen». Zenhäuserns herausragendes Merkmal ist die für einen Slalomspezialisten ungewöhnliche Körpergrösse von über zwei Metern, weshalb sein Spitzname «Doppelmeter» lautet. Da er Schuhgrösse 48 hat, trägt er speziell für ihn adaptierte Skischuhe.
Im Alter von 15 Jahren nahm Zenhäusern ab November 2007 an FIS-Rennen teil, wobei sich schon früh eine Spezialisierung auf die technischen Disziplinen abzeichnete. Im Januar 2011 kam er erstmals im Europacup zum Einsatz. Seinen ersten Sieg in einem FIS-Rennen konnte er im Dezember 2011 feiern. Im selben Monat folgten die ersten Europacuppunkte, im März 2012 die erste Teilnahme an Juniorenweltmeisterschaften. Bei den Schweizer Meisterschaften 2012 verpasste er nur knapp den Slalom-Meistertitel mit 22 Hundertstel Rückstand auf Markus Vogel. Am 11. November 2012 hatte Zenhäusern sein Debüt im Weltcup, verpasste aber den zweiten Durchgang. Die ersten Weltcuppunkte gewann er am 13. Januar 2013 am Chuenisbärgli in Adelboden, wo er im Slalom mit Startnummer 48 auf den 22. Platz fuhr. Die Bestätigung gelang ihm eine Woche später mit Platz 21 in Wengen. Aufgrund dieser Leistungen qualifizierte er sich für die Weltmeisterschaften 2013 in Schladming. Kurz darauf gewann er bei den Juniorenweltmeisterschaften 2013 hinter Manuel Feller die Silbermedaille im Slalom.
Zenhäusern qualifizierte sich für die Olympischen Winterspiele 2014 in Sotschi, wo er im Slalom den 19. Platz belegte. Bei der Winter-Universiade 2015 in der Sierra Nevada gewann er die Goldmedaille, während er im Riesenslalom auf Platz 6 fuhr. Der erste Sieg in einem Europacup-Slalom gelang ihm am 2. Dezember 2015 Hemsedal. In den ersten Jahren hatte Zenhäusern Mühe, sich im Weltcup zu behaupten; er klassierte sich im Mittelfeld oder schied häufig aus, beispielsweise bei den Weltmeisterschaften 2013 und 2017. Das erste Top-10-Ergebnis in einem Weltcuprennen erzielte er am 10. Januar 2016 als Siebtplatzierter des Slaloms von Adelboden.
Mit den Plätzen 6 in Kitzbühel und 4 in Wengen stiess Zenhäusern Mitte Januar 2018 in die Weltspitze vor. Kurz darauf gewann er am 30. Januar in Stockholm überraschend den City Event (bei seiner ersten Teilnahme überhaupt). Es war dies sein erster Sieg und sein erster Podestplatz im Weltcup, mit dem er seine steigende Form bestätigte. Sein bis dahin grösster Erfolg gelang ihm am 22. Februar bei den Olympischen Winterspielen 2018 in Pyeongchang, als er im Slalom hinter dem Schweden André Myhrer die Silbermedaille gewann. Zwei Tage später gewann der damals 25-Jährige im erstmals ausgetragenen Mannschaftswettbewerb zusammen mit Wendy Holdener, Denise Feierabend, Luca Aerni und Daniel Yule die Goldmedaille. Bei der Abschlussfeier der Winterspiele durfte er aufgrund seiner überragenden Erfolge die Schweizer Fahne tragen. Eine Woche später fuhr er in Kranjska Gora zum ersten Mal in einem Weltcupslalom auf das Podest und belegte den dritten Platz. Zum Abschluss der Saison holte er seinen ersten Slalom-Schweizermeistertitel.
In der Weltcupsaison 2018/19 gelang es Zenhäusern, die Leistungen des vorherigen Winters zu bestätigen. Zehnmal erreichte er ein Top-10-Ergebnis, wobei er vor allem in der zweiten Saisonhälfte überzeugte. Bei den Weltmeisterschaften 2019 in Åre gewann er eine weitere Goldmedaille im Mannschaftswettbewerb (gemeinsam mit Aline Danioth, Wendy Holdener, Daniel Yule, Andrea Ellenberger und Sandro Simonet). In Åre fuhr er im Slalom auf Platz fünf. Seine gute Bilanz bei City Events baute er mit einem dritten Platz in Oslo und einem Sieg in Stockholm am 19. Februar weiter aus. Am 10. März 2019 fuhr er im Slalom von Kranjska Gora mit überlegener Laufbestzeit noch vom siebten auf den ersten Platz vor und feierte so seinen ersten Weltcupsieg im Slalom. Zenhäusern gelang im Winter 2019/20 ein weiterer Podestplatz, wobei er sich im Slalom von Zagreb nur dem Franzosen Clément Noël geschlagen geben musste. Hinzu kamen fünf weitere Platzierungen unter den besten zehn.
Am 21. Dezember 2020 gewann Zenhäusern in Alta Badia den ersten Slalom der Weltcupsaison 2020/21, wobei er im zweiten Durchgang sieben Ränge gutmachte. Fünf Wochen später platzierte er sich in Chamonix zweimal in Folge als Zweiter. Hingegen endeten die Weltmeisterschaften 2021 in Cortina d’Ampezzo, wo er Elfter wurde, enttäuschend. Nach einem dritten Platz im Weltcupslalom von Kranjska Gora gewann er zum Abschluss der Saison seinen zweiten Schweizer Meistertitel. Während der Saison 2021/22 erreichte er nicht sein gewohntes Niveau und fuhr – mit Ausnahme eines vierten Platzes in Adelboden Anfang Januar – nie unter die besten zehn. Auch der zwölfte Platz im Slalom der Olympischen Winterspiele 2022 in Peking entsprach nicht den Erwartungen. Grund dafür war eine Schulterverletzung, die er sich kurz vor Beginn der Saison bei einem Trainingssturz in Schweden zugezogen hatte und die ihn im weiteren Verlauf des Winters stark behinderte. Allerdings holte er am Ende des Winters seinen dritten Schweizer Meistertitel.
Nach einem verhaltenen Beginn der Saison 2022/23 fand Zenhäusern wieder zu alter Stärke zurück. Mitte Januar fuhr er in Schladming auf Platz zwei, und am 4. Februar liess er in Chamonix einen Sieg folgen, seinen ersten nach mehr als zwei Jahren. Bei den Weltmeisterschaften 2023 in Courchevel klassierte er sich als Neunter, und genau einen Monat später schloss er die Saison mit einem weiteren Weltcupsieg in Soldeu ab.

## Erfolge

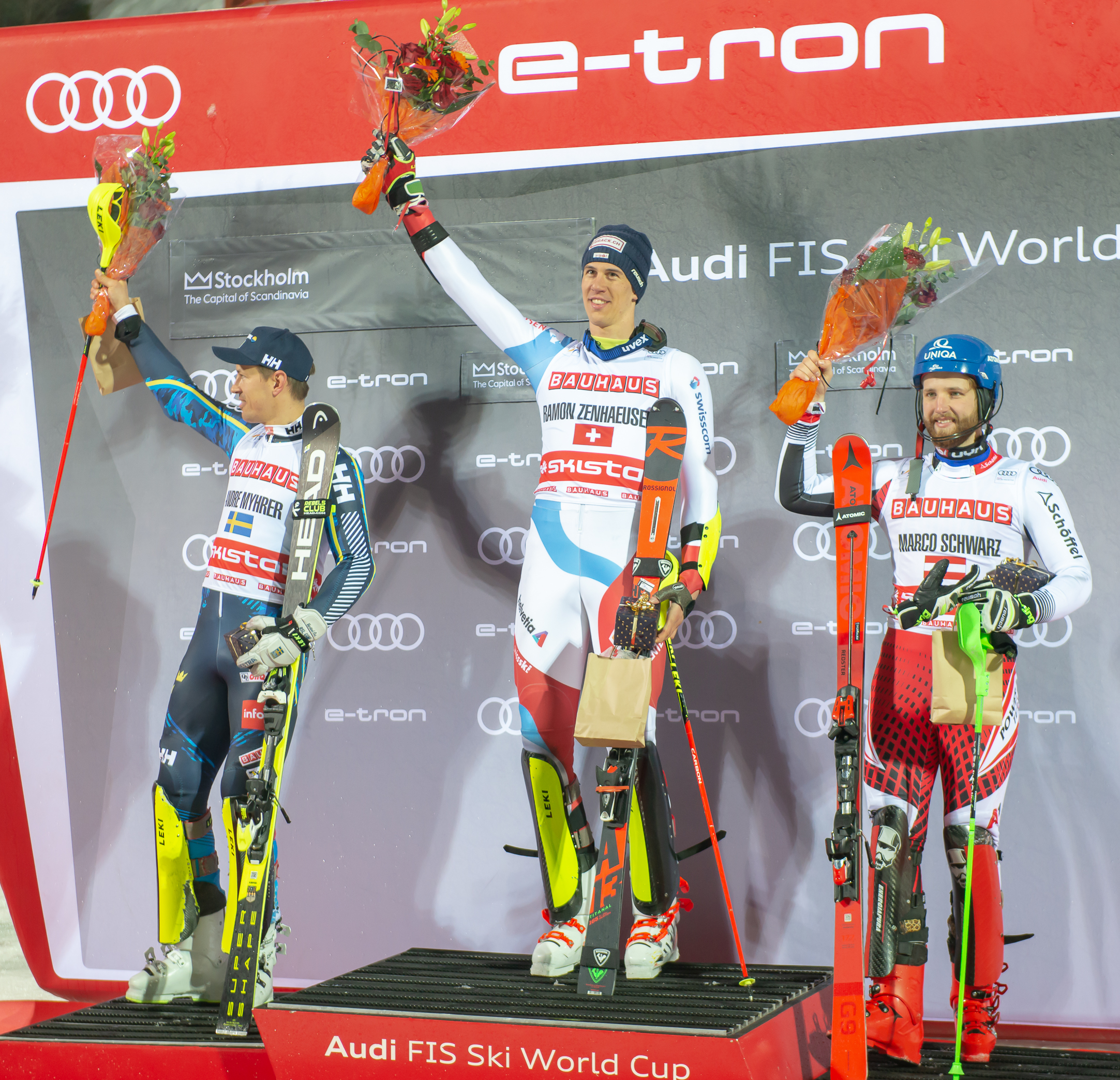
Podest des City Events in Stockholm 2019, v. l. n. r. André Myhrer, Zenhäusern, Marco Schwarz

### Olympische Spiele
- Sotschi 2014: 19. Slalom
- Pyeongchang 2018: 1. Mannschaftswettbewerb, 2. Slalom
- Peking 2022: 12. Slalom

### Weltmeisterschaften
- Åre 2019: 1. Mannschaftswettbewerb, 5. Slalom
- Cortina d’Ampezzo 2021: 11. Slalom
- Courchevel 2023: 9. Slalom

### Weltcupwertungen
| Saison  | Gesamt | Gesamt | Slalom | Slalom |
| Saison  | Platz  | Punkte | Platz  | Punkte |
| ------- | ------ | ------ | ------ | ------ |
| 2012/13 | 110.   | 19     | 44.    | 19     |
| 2013/14 | 110.   | 21     | 39.    | 21     |
| 2014/15 | 110.   | 29     | 36.    | 29     |
| 2015/16 | 82.    | 84     | 26.    | 84     |
| 2016/17 | 71.    | 94     | 26.    | 94     |
| 2017/18 | 26.    | 326    | 6.     | 326    |
| 2018/19 | 14.    | 521    | 4.     | 521    |
| 2019/20 | 23.    | 323    | 4.     | 323    |
| 2020/21 | 13.    | 503    | 3.     | 503    |
| 2021/22 | 66.    | 118    | 25.    | 118    |
| 2022/23 | 10.    | 467    | 3.     | 467    |
| 2023/24 | 84.    | 65     | 27.    | 65     |

### Weltcup
- 13 Podestplätze in Einzelrennen, davon 6 Siege:

| Datum             | Ort           | Land       | Disziplin  |
| ----------------- | ------------- | ---------- | ---------- |
| 30. Januar 2018   | Stockholm     | Schweden   | City Event |
| 19. Februar 2019  | Stockholm     | Schweden   | City Event |
| 10. März 2019     | Kranjska Gora | Slowenien  | Slalom     |
| 21. Dezember 2020 | Alta Badia    | Italien    | Slalom     |
| 4. Februar 2023   | Chamonix      | Frankreich | Slalom     |
| 19. März 2023     | Soldeu        | Andorra    | Slalom     |

- 1 Sieg bei Mannschaftswettbewerben

### Europacup
- Saison 2015/16: 5. Gesamtwertung, 2. Slalomwertung
- Saison 2016/17: 6. Slalomwertung
- Saison 2017/18: 10. Slalomwertung
- 9 Podestplätze, davon 3 Siege:

| Datum            | Ort         | Land     | Disziplin |
| ---------------- | ----------- | -------- | --------- |
| 2. Dezember 2015 | Hemsedal    | Norwegen | Slalom    |
| 19. März 2017    | Innichen    | Italien  | Slalom    |
| 5. Dezember 2017 | Fjätervålen | Schweden | Slalom    |

### Juniorenweltmeisterschaften
- Roccaraso 2012: 17. Slalom
- Québec 2013: 2. Slalom

### Weitere Erfolge
- Winter-Universiade 2015 in der Sierra Nevada: 1. Slalom
- 3 Schweizer Meistertitel (Slalom 2018, 2021 und 2022)
- 11 Siege in FIS-Rennen